# Полтавська єпархія УПЦ (МП)
Полтавська і Миргородська єпархія — єпархія УПЦ , яка об'єднує парафії і монастирі на території Великобагачанського, Гадяцького, Диканьського, Зіньківського, Карлівського, Кобеляцького, Котелевського, Машівського, Миргородського, Новосанжарського, Полтавського, Решетилівського, Чутівського, Шишацького районів, місто Горішні Плавні Полтавської області.
Кафедральне місто — Полтава. Кафедральний собор — Свято-Макаріївський. Правлячий архієрей — Филип (Осадченко).

## Назви
- Полтавська і Переяславська (1803—1937)
- Полтавська і Лубенська (1942—1943)
- Полтавська і Кременчуцька (1944—2007)
- Полтавська і Миргородська (від 2007 року)

## Єпископи
- Сильвестр (Лебединський) (17 грудня 1803 — 25 січня 1807)
- Феофан Шиянов-Чернявський (25 січня 1807 — 24 січня 1812)
- Анатолій Максимович (31 березня 1812 — 7 лютого 1816)
- Мефодій (Пишнячевський) (7 лютого 1816 — 27 червня 1824)
- Ящуржинський Георгій (24 серпня 1824 — 16 серпня 1830)
- Нафанаїл (Павловський)[ru] (8 вересня 1830 — 12 травня 1834)
- Гедеон (Вишневський)[ru] (29 липня 1834 — 11 жовтня 1849)
- Єремія Соловйов (20 листопада 1849 — 19 грудня 1850)
- Нафанаїл (Савченко) (19/26 грудня 1850 — 13 вересня 1860)
- Олександр (Павлович) (13 вересня 1860 — 9 листопада 1862)
- Іоан (Петін) (23 грудня 1862 — 14 листопада 1887)
- Іларіон (Юшенов) (14 листопада 1887 — 18 січня 1904) від 3 липня 1886 — в/у, єп. Прилуцький
- Іоанн (Смирнов) (4 лютого 1904 — 13 серпня 1910)
- Назарія (Кирилов) (13 серпня 1910 — 8 березня 1913)
- Феофан (Бистров) (8 березня 1913—1919)
- Сильвестр (Ольшевський) (1 червня — 1 серпня 1914) в/у, єп. Прилуцький
- Даміан (Воскресенський) (29 квітня 1918—1920)
- Парфеній (Левицький) (1920—1921) в/у, архієпископ Тульський на покої
- Григорій (Лісовський) (жовтня 1921 — 17 березня 1927) до 1923 — в/у, єп. Лубенський
- Даміан (Воскресенський) (травень 1927 — 8 травня 1928)
- Сергій (Гришин) (18 травня 1928 — 3 квітня 1932)
- Миколай (Пирський) (13 травня 1932 — 9 червня 1935)
- Тихон (Русинов) (27 липня 1935 — березень 1937)
- Митрофан (Русинов) (14 вересня 1937 — 23 червня 1938)
- Веніамін (Новицький) (серпень 1942 — вересень 1943)
- Миколай (Чуфаровський) (21 — 23 травня 1944)
- Стефан (Проценко) (7 вересня 1944 — 5 червня 1945)
- Паладій (Камінський) (30 березня 1947 — 15 листопада 1952)
- Серафим (Шарапов) (15 листопада 1952 — 20 лютого 1958)
- Аліпій (Хотовицький) (15 червня 1958 — 14 серпня 1961, 14 листопада 1961 — 30 березня 1964) в перше — в/у, Кременчуцький [16]
- Феодосій Процюк (30 березня 1964 — 7 жовтня 1967)
- Феодосій (Дикун) (7 жовтня 1967 — 4 жовтня 1979)
- Дамаскін (Бодрий) (4 жовтня 1979 — 26 червня 1985)
- Савва (Бабинець) (26 червня 1985 — 2 лютого 1992)
- Феодосій (Дикун) (весна 1992 — 1 жовтня 2001)
- Софроній (Дмитрук) (1 жовтня — 30 грудня 2001) в/у, архієп. Черкаський
- Филип (Осадченко) (від 30 грудня 2001)

## Вікаріатства
- Золотоноське вікаріатство (нині Золотоноське вікаріатство Черкаської епархії)
- Прилуцьке (недійс.)
- Лубенське (недійс.)
- Пирятинське (недійс.)
- Кобеляцьке (недійс.)
- Роменське (недійс.)
- Переяславське (нині Переяслав-Хмельницьке вікаріатство Київської єпархії)
- Хорольське (недійс.)